# Ralph Boston
Ralph Harold Boston (9. května 1939, Laurel, Mississippi – 30. dubna 2023, Peachtree City, Georgie) byl americký atlet, olympijský vítěz ve skoku do dálky.

## Sportovní kariéra
Startoval na třech olympijských hrách, pokaždé přitom vybojoval medaili. V Římě v roce 1960 zvítězil výkonem 812 cm. V Tokiu o čtyři roky později skončil druhý výkonem 803 cm a v Mexiku v roce 1968 získal bronzovou medaili za výkon 816 cm.
Celkem šestkrát vylepšil světový rekord. Poprvé v roce 1960, kdy posunul 25 let starý rekord Jesse Owense (813 cm) o 8 cm na vzdálenost 821 cm. Naposledy vytvořil světový rekord v roce 1965 výkonem 835 cm. Tento rekord překonal až Bob Beamon. Celkem šestkrát byl mistrem USA ve skoku do dálky.